# Lijst van voetbalinterlands China - Uruguay
Deze lijst van voetbalinterlands is een overzicht van alle officiële voetbalwedstrijden tussen de nationale teams van China en Uruguay. De landen speelden tot op heden zes keer tegen elkaar, te beginnen met een vriendschappelijke wedstrijd, gespeeld op 22 februari 1982 in Calcutta (India). Het laatste duel, eveneens een vriendschappelijke wedstrijd, vond plaats in Wuhan op 12 oktober 2010.

## Wedstrijden
| № | Plaats    | Datum            | Competitie        | Wedstrijd       | Uitslag |
| - | --------- | ---------------- | ----------------- | --------------- | ------- |
| 1 | Calcutta  | 22 februari 1982 | Vriendschappelijk | China – Uruguay | 0 – 0   |
| 2 | Calcutta  | 4 maart 1982     | Vriendschappelijk | Uruguay – China | 2 – 0   |
| 3 | Beijing   | 17 juli 1996     | Vriendschappelijk | China – Uruguay | 1 – 1   |
| 4 | Guangzhou | 16 januari 2000  | Vriendschappelijk | China – Uruguay | 1 – 0   |
| 5 | Shenyang  | 16 mei 2002      | Vriendschappelijk | China – Uruguay | 0 – 2   |
| 6 | Wuhan     | 12 oktober 2010  | Vriendschappelijk | China – Uruguay | 0 – 4   |

## Samenvatting
| Competitie        | Totaal gespeeld | Winst China | Gelijk | Winst Uruguay | Doelsaldo China – Uruguay |
| ----------------- | --------------- | ----------- | ------ | ------------- | ------------------------- |
| Vriendschappelijk | 6               | 1           | 2      | 3             | 2 − 9                     |
| Totaal            | 6               | 1           | 2      | 3             | 2 − 9                     |

Wedstrijden bepaald door strafschoppen worden, in lijn met de FIFA, als een gelijkspel gerekend.

## Details

### Eerste ontmoeting
| Nehru Cup (Calcutta, India, 22 februari 1982):                                                                                               |              | |
| China | 0 – 0        | Uruguay |
| | goals        | |
| Su Yongshun | bondscoach   | Omar Borrás |
| Fusheng Li Cailing Zang Jinbiao Cai Lefeng Lin Guangming Gu Shangbin Chi Shusheng Zuo Xiangfu Shen Jingang Chen Xiangdong Huang Zhihang Rong | opstellingen | Rodolfo Rodríguez José Luis Ferrari José Luis Russo Néstor Montelongo Washington González Enzo Francescoli Jorge Barrios Nelson Agresta ??' Amaro Nadal Jorge da Silva ??' Venancio Ramos |
| | wissels      | ??' Carlos Aguilera ??' Mario Saralegui |
| - Debuut van Carlos Aguilera voor Uruguay.                                                                                                   |              | |

### Tweede ontmoeting
| Nehru Cup (Calcutta, India, 4 maart 1982): |       |                                    |
| China                                      | 0 – 2 | Uruguay                            |
|                                            | goals | 23' Jorge da Silva 84' Amaro Nadal |

### Derde ontmoeting
| Vriendschappelijk (Beijing, China, 17 juli 1996): |       |                   |
| China | 1 – 1 | Uruguay           |
| Ma Mingyu 87' | goals | 17' Álvaro Recoba |
| - Debuut van Carlos Nicola (Club Nacional), Fernando Picún (CA River Plate), Pablo Hernández (Defensor SC), Javier Delgado (Danubio FC), Rodrigo Lemos (Club Nacional), Rodrigo López (CA River Plate) en Sebastián Abreu (CA San Lorenzo de Almagro) voor Uruguay. |       |                   |

### Vierde ontmoeting
| Vriendschappelijk (Guangzhou, China, 16 januari 2000): |       |         |
| China                                                  | 1 – 0 | Uruguay |
| Hao Haidong 4'                                         | goals |         |

### Vijfde ontmoeting
| Vriendschappelijk (Shenyang, China, 16 mei 2002):                                                                               |       |                                         |
| China | 0 – 2 | Uruguay                                 |
| | goals | 74' Sebastián Abreu 87' Sebastián Abreu |
| - Doelpunt van Sebastián Abreu (Uruguay) in 42ste minuut afgekeurd. - Laatste interland van Fabián O'Neill (19de) voor Uruguay. |       |                                         |

### Zesde ontmoeting
| Vriendschappelijk (Wuhan, China, 12 oktober 2010): |       |                                                                                            |
| China                                              | 0 – 4 | Uruguay                                                                                    |
|                                                    | goals | 70' (e.d.) Xiaoting Feng 78' Edinson Cavani 81' Cristian Rodríguez 84' Sebastián Fernández |

CFA · A-internationals · Selecties · Bondscoaches · Statistieken · Chinees vrouwenelftal · China U21 · China U20 · China U19 · China U18 · China U17
1948 – 1969 · 
1970 – 1979 · 
1980 – 1989 · 
1990 – 1999 · 
2000 – 2009 · 
2010 – 2019 ·
2020 − 2029
Azië Cup 1976 · 
Azië Cup 1980 · 
Azië Cup 1984 · 
Azië Cup 1988 · 
Azië Cup 1992 · 
Azië Cup 1996 · 
Azië Cup 2000 · 
Azië Cup 2004 · 
Azië Cup 2007 · 
Azië Cup 2011
WK 2002
OS 1988 · 
OS 2008
1948 · 
1949–1951 · 
1952 · 
1953–1955 · 
1956 · 
1957 · 
1958 · 
1959 · 
1960 · 
1961–1962 · 
1963 · 
1964 · 
1965 · 
1966 · 
1967–1970 · 
1971 · 
1972 · 
1973 · 
1974 · 
1975 · 
1976 · 
1977 · 
1978 · 
1979 · 
1980 · 
1981 · 
1982 · 
1983 · 
1984 · 
1985 · 
1986 · 
1987 · 
1988 · 
1989 · 
1990 · 
1991 · 
1992 · 
1993 · 
1994 · 
1995 · 
1996 · 
1997 · 
1998 · 
1999 · 
2000 · 
2001 · 
2002 · 
2003 · 
2004 · 
2005 · 
2006 · 
2007 · 
2008 · 
2009 · 
2010 · 
2011 · 
2012 · 
2013 · 
2014 ·
2015 ·
2016 ·
2017 ·
2018 ·
2019 ·
2020 ·
2021
Afghanistan ·
Albanië ·
Algerije ·
Andorra ·
Argentinië ·
Australië ·
Bahrein ·
Bangladesh ·
Bhutan ·
Bosnië en Herzegovina ·
Botswana ·
Brazilië ·
Brunei ·
Cambodja ·
Canada ·
Chili ·
Colombia ·
Congo-Kinshasa ·
Costa Rica ·
Cuba ·
Duitsland ·
Egypte ·
El Salvador ·
Engeland ·
Estland ·
Fiji ·
Filipijnen ·
Finland ·
Frankrijk ·
Gambia ·
Ghana ·
Groot-Brittannië ·
Guam ·
Guinee ·
Haïti ·
Honduras ·
Hongarije ·
Hongkong ·
Ierland ·
IJsland ·
India ·
Indonesië ·
Irak ·
Iran ·
Italië ·
Jamaica ·
Japan ·
Jemen ·
Joegoslavië ·
Jordanië ·
Kazachstan ·
Kenia ·
Kirgizië ·
Koeweit ·
Kroatië ·
Laos ·
Letland ·
Libanon ·
Liechtenstein ·
Macau ·
Malediven ·
Maleisië ·
Mali ·
Marokko ·
Mexico ·
Myanmar ·
Nederland ·
Nepal ·
Nieuw-Zeeland ·
Noord-Korea ·
Noord-Macedonië ·
Noorwegen ·
Oezbekistan ·
Oman ·
Pakistan ·
Palestina ·
Papoea-Nieuw-Guinea ·
Paraguay ·
Peru ·
Polen ·
Portugal ·
Qatar ·
Roemenië ·
Saoedi-Arabië ·
Senegal ·
Servië ·
Servië en Montenegro ·
Sierra Leone ·
Singapore ·
Slovenië ·
Soedan ·
Somalië ·
Sovjet-Unie ·
Spanje ·
Sri Lanka ·
Syrië ·
Tadzjikistan ·
Tanzania ·
Thailand ·
Trinidad en Tobago ·
Tsjechië ·
Tunesië ·
Turkije ·
Turkmenistan ·
Uruguay ·
Venezuela ·
Verenigde Arabische Emiraten ·
Verenigde Staten ·
Vietnam ·
Wales ·
Zambia ·
Zimbabwe ·
Zuid-Korea ·
Zweden ·
Zwitserland
Brazilië (2002) · 
Costa Rica (2002)
AUF · A-internationals · Selecties · Bondscoaches · Uruguayaans vrouwenelftal · Olympisch elftal · Uruguay U21 · Uruguay U20 · Uruguay U19 · Uruguay U18 · Uruguay U17
1900 – 1909 ·
1910 – 1919 ·
1920 – 1929 ·
1930 – 1939 ·
1940 – 1949 ·
1950 – 1959 ·
1960 – 1969 ·
1970 – 1979 ·
1980 – 1989 ·
1990 – 1999 ·
2000 – 2009 ·
2010 – 2019 ·
2020 – 2029
WK 1930 · 
WK 1950 · 
WK 1954 · 
WK 1962 · 
WK 1966 · 
WK 1970 ·
WK 1974 · 
WK 1986 · 
WK 1990 · 
WK 2002 · 
WK 2010 · 
WK 2014 · 
WK 2018
OS 1924 · 
OS 1928 ·
OS 2012
1902 · 
1903 · 
1904 · 
1905 · 
1906 · 
1907 · 
1908 · 
1909 ·
1910 · 
1911 · 
1912 · 
1913 · 
1914 · 
1915 · 
1916 · 
1917 · 
1918 · 
1919 ·
1920 · 
1921 · 
1922 · 
1923 · 
1924 · 
1925 · 
1926 · 
1927 · 
1928 · 
1929 ·
1930 · 
1931 · 
1932 · 
1933 · 
1934 · 
1935 · 
1936 · 
1937 · 
1938 · 
1939 ·
1940 · 
1941 · 
1942 · 
1943 · 
1944 · 
1945 · 
1946 · 
1947 · 
1948 · 
1949 ·
1950 · 
1951 · 
1952 · 
1953 · 
1954 · 
1955 · 
1956 · 
1957 · 
1958 · 
1959 ·
1960 · 
1961 · 
1962 · 
1963 · 
1964 · 
1965 · 
1966 · 
1967 · 
1968 · 
1969 ·
1970 · 
1971 · 
1972 · 
1973 · 
1974 · 
1975 · 
1976 · 
1977 · 
1978 · 
1979 ·
1980 · 
1981 · 
1982 · 
1983 · 
1984 · 
1985 · 
1986 · 
1987 · 
1988 · 
1989 ·
1990 ·
1991 · 
1992 · 
1993 · 
1994 · 
1995 · 
1996 · 
1997 · 
1998 · 
1999 · 
2000 · 
2001 · 
2002 · 
2003 · 
2004 · 
2005 · 
2006 · 
2007 · 
2008 · 
2009 · 
2010 · 
2011 · 
2012 · 
2013 · 
2014 · 
2015 · 
2016 ·
2017 ·
2018 ·
2019 ·
2020 ·
2021 ·
2022 ·
2023 ·
2024
Algerije ·
Angola ·
Argentinië ·
Australië ·
België ·
Bolivia ·
Brazilië ·
Bulgarije ·
Canada ·
Chili ·
China ·
Colombia ·
Costa Rica ·
Cuba ·
DDR ·
Denemarken ·
Duitsland ·
Ecuador ·
Egypte ·
Engeland ·
Estland ·
 Finland ·
Frankrijk ·
Georgië ·
Ghana ·
Guatemala ·
Haïti ·
Honduras ·
Hongarije ·
Ierland ·
India ·
Indonesië ·
Irak ·
Iran ·
Israël ·
Italië ·
Ivoorkust ·
Jamaica ·
Japan ·
Joegoslavië ·
Jordanië ·
Libië ·
Luxemburg ·
Maleisië ·
Mexico ·
Marokko ·
Nederland ·
Nicaragua ·
Nieuw-Zeeland ·
Nigeria ·
Noord-Ierland ·
Noorwegen ·
Oekraïne ·
Oezbekistan ·
Oman ·
Oostenrijk ·
Panama ·
Paraguay ·
Peru ·
Polen ·
Portugal ·
Roemenië ·
Rusland ·
Saarland ·
Saoedi-Arabië ·
Schotland ·
Senegal ·
Servië & Montenegro ·
Singapore ·
Slovenië ·
Sovjet-Unie ·
Spanje ·
Tahiti ·
Thailand ·
Trinidad en Tobago · 
Tsjechië ·
Tsjecho-Slowakije ·
Tunesië · 
Turkije ·
Venezuela ·
Verenigde Arabische Emiraten ·
Verenigde Staten ·
Wales ·
Zuid-Afrika ·
Zuid-Korea ·
Zweden ·
Zwitserland
Argentinië (1986) ·
België (1990) ·
Brazilië (1950) · 
Colombia (2014) ·
Costa Rica (2014) ·
Denemarken (1986) ·
Denemarken (2002) ·
Duitsland (2010) ·
Egypte (2018) ·
Engeland (2014) ·
Frankrijk (2002) ·
Frankrijk (2010) ·
Frankrijk (2018) ·
Ghana (2010) ·
Italië (1990) ·
Italië (2014) ·
Mexico (2010) ·
Nederland (1974) ·
Nederland (2010) ·
Portugal (2018) ·
Rusland (2018) ·
Saoedi-Arabië (2018) ·
Schotland (1986) ·
Senegal (2002) ·
Spanje (1990) ·
West-Duitsland (1986) ·
Zuid-Afrika (2010) ·
Zuid-Korea (1990) ·
Zuid-Korea (2010)